# Gazeta de Vâlcea
Gazeta de Vâlcea este un ziar regional distribuit exclusiv în județul Vâlcea, Oltenia, România, fiind o „filială” a cotidianului Gazeta de Sud, al cărei sediu se găsește în Craiova.